# Pai-Choi-Gebirge
Das Pai-Choi-Gebirge (oder Paj-Choj, russisch Пай-Хой) ist ein Mittelgebirge im Norden Russlands. 
Das Pai-Choi-Gebirge bildet eine nördliche Fortsetzung des Urals und endet im Norden an der Jugorstraße.
Der Höhenzug bildet die Wasserscheide zwischen dem Einzugsgebiet der östlich gelegenen Karasee und dem der westlich gelegenen Barentssee. 
Das Pai-Choi-Gebirge kann daher als Teil der asiatisch-europäischen Grenze betrachtet werden.  

## Geographie
Das Pai-Choi-Gebirge, das zum Autonomen Kreis der Nenzen gehört, stellt die in nordwestlicher Richtung verlaufende Fortsetzung des Urals dar. Seine Berge fallen unmittelbar zu den Küsten der Barentssee im Nordwesten bzw. den südöstlichen Ausläufern der Karasee im Osten ab. Der Fluss Bolschoi Oju entwässert die Nordostflanke des Pai-Choi-Gebirges. 
Nördlich befindet sich die sehr schmale Jugorstraße, jenseits welcher die Insel Waigatsch liegt. Südwestlich breitet sich der Ostteil des Nordrussischen Tieflands aus. 
Das Pai-Choi-Gebirge geht in Richtung Südosten unmittelbar und stets leicht ansteigend in das Uralgebirge über. Kurz vor der Nahtstelle beider Gebirge entspringt die Ussa; für russische Verhältnisse nur wenig unterhalb ihrer Quelle befindet sich Workuta (gehört zur Republik Komi), die einzige größere Stadt des hiesigen Großraums.